# Enrique Reig y Casanova
Enrique Reig y Casanova, španski rimskokatoliški duhovnik, škof in kardinal, * 20. januar 1859, Valencia, † 27. avgust 1927.

## Življenjepis
Leta 1886 je prejel duhovniško posvečenje.
28. maja 1914 je bil imenovan za škofa Barcelone in 8. novembra istega leta je prejel škofovsko posvečenje. 22. aprila 1920 je postal nadškof Valencije.
11. decembra 1922 je bil povzdignjen v kardinala in imenovan za kardinal-duhovnika S. Pietro in Montorio. Čez 3 dni (14. decembra) je bil imenovan za nadškofa Toleda.